# Hypnodon nipponicus
Hypnodon nipponicus là một loài rêu trong họ Rhachitheciaceae. Loài này được (Toyama) Z. Iwats. mô tả khoa học đầu tiên năm 1957.